# Leurochilus
Leurochilus is een monotypisch geslacht van straalvinnige vissen uit de familie van zandsterrenkijkers (Dactyloscopidae).

## Soort
- Leurochilus acon Böhlke, 1968